# Romanogobio
 Romanogobio és un gènere de peixos de la família dels ciprínids i de l'ordre dels cipriniformes.

## Taxonomia
- Romanogobio albipinnatus (Lukasch, 1933)[2]
- Romanogobio amplexilabris (Banarescu & Nalbant, 1973)[3]
- Romanogobio antipai (Banarescu, 1953)[4]
- Romanogobio banaticus (Banarescu, 1960)[5]
- Romanogobio belingi (Slastenenko, 1934)[6]
- Romanogobio benacensis (Pollini, 1816)[7]
- Romanogobio ciscaucasicus (Berg, 1932)[8]
- Romanogobio elimeius (Kattoulas, Stephanidis & Economidis, 1973)[9]
- Romanogobio johntreadwelli (Banarescu & Nalbant, 1973)[10]
- Romanogobio kesslerii (Dybowski, 1862)[11]
- Romanogobio macropterus (Kamensky, 1901)[12]
- Romanogobio parvus (Naseka & Freyhof, 2004)[13]
- Romanogobio pentatrichus (Naseka & Bogutskaya, 1998)[14]
- Romanogobio persus (Günther, 1899)[15]
- Romanogobio tanaiticus (Naseka, 2001)[16]
- Romanogobio tenuicorpus (Mori, 1934)[17]
- Romanogobio uranoscopus (Agassiz, 1828)[18]
- Romanogobio vladykovi (Fang, 1943)[19][20][21][22][23][24][25][26]